# Orchestra Safari Sound
La Orchestra Safari Sound (OSS) è stata una storica orchestra di musica dansi della Tanzania. Insieme alla Orchestra Maquis Original (che era la formazione rivale dell'OSS per eccellenza), ha contribuito a guidare l'evoluzione del dansi negli anni settanta, introducendo uno stile più lento e melodico rispetto alle grandi orchestre dansi dei decenni precedenti. Leader del gruppo era Ndala Kasheba, che è uno dei musicisti e compositori più amati dal pubblico della storia della musica leggera della Tanzania.
A differenza di altri grandi orchestre dansi, che erano amministrate e finanziate da istituzioni governative o paragovernative, la OSS era proprietà di un imprenditore di nome Hugo Kisima. Nel 1985 Kisima decise di sciogliere l'orchestra per fondare un nuovo gruppo musicale, la International Orchestra Safari Sound.